# Kiyoshi Kurosawa
Kiyoshi Kurosawa (黒沢 清) (Kōbe, 19 de juliol de 1955) és un director de cinema i guionista japonès. És més conegut per les seves moltes contribucions al cinema de terror japonès.

## Biografia
Malgrat el seu cognom, no està relacionat amb el director Akira Kurosawa Es va graduar en la Facultat de Sociologia de la Universitat de Rikkyo.
Ja en la seva època d'estudiant Kiyoshi Kurosawa va començar a rodar amb una càmera de 8mm i en 1980 va guanyar un premi al Festival de Cinema de PIA (el Japó).
Va treballar com a ajudant de direcció de Kazuhiko Hasegawa a The Man Who Stole the Sun (1979), Shinji Somai a Sailor Suit and Machine Gun (1981) i Banmei Takahashi a Ookami (1982).
Kiyoshi Kurosawa a la manera de tants cineastes de la seva generació (com The Ring de Hideo Nakata), en els inicis de la seva carrera va treballar en la indústria de les “pinku eiga” (el softcore japonès) amb títols com The Excitement of the Do-Re-Mi-Fa Girl (1985).
A partir d'aquest film va conèixer al productor Juzo Itami i al costat d'ell va realitzar Sweet Home (1989), pel·lícula de la qual va néixer el videojoc del mateix nom que va inspirar al seu torn la popular sèrie de videojocs Resident Evil (Biohazard).
En 1992 Kiyoshi Kurosawa va aconseguir una beca del Sundance Institute amb el guió original de Karisuma gràcies a la qual va estudiar Direcció als Estats Units. Després de la seva tornada al Japó, va realitzar la sèrie de pel·lícules televisives Shoot Yourself (Katte ni shiyagare!!) (1996-97) protagonitzades per Sho Aikawa, i va establir les bases del seu singular estil.
Cure (1997) va ser la seva primera obra reconeguda internacionalment; després del seu pas pel Festival Internacional de Cinema de Rotterdam es va projectar en alguns dels festivals de cinema més importants del món. Molts d'ells van organitzar una sessió especial dedicada al director.
Algunes de les seves obres denoten l'empremta del cinema de terror dels anys 1970 i de fet en alguna entrevista Kiyoshi Kurosawa ha confessat la seva admiració per les pel·lícules de la Hammer i per directors com Tobe Hooper i John Carpenter, però també a Cure o Karisuma ha establert un estil personal a partir de la seva inclinació cap a les descripcions apocalíptiques i als temes d'identitat i d'aïllament social.
Kiyoshi Kurosawa va col·laborar com a supervisor a Ju-on: The Grudge (2003) de Takashi Shimizu i a propòsit de l'estrena de Pulse (Kairo) (2001) als Estats Units va ser nomenat “Godfather of J-Horror” (el Padrí de l'horror japonès). Avui, és reconegut internacionalment com el “altre Kurosawa” en referència a Akira Kurosawa, amb qui no guarda cap mena de parentiu.
De la seva filmografia també destaquen Seance (Korei) (2000), Pulse (Kairo) (2001), que ja compta amb un remake estatunidenc Pulse; Bright Future (Akarui Mirai, 2003), presentada a competició al 56è Festival Internacional de Cinema de Canes; Doppelganger; Loft (Rofuto) (2005) i Retribution (Sakebi) (2006), presentada al 63a Mostra Internacional de Cinema de Venècia.

## Estil i influència
L'estil de direcció de Kurosawa ha estat comparat amb el de Stanley Kubrick i Andrei Tarkovski, encara que ell expressament mai es va referir a ells com les seves influències.
No obstant això, va admetre en una entrevista que Alfred Hitchcock i Yasujirō Ozu característiques analitzades i discutides sota la direcció de Shigehiko Hasumi contribuït a donar forma a la seva personal visió del mitjà.
Moltes de les seves pel·lícules en qüestió són en alguna forma amb la societat dona forma a la manera individual, amb individus obsessionats amb algun projecte excèntric, o com els mecanismes socials es desintegren quan s'enfronta a l'irracional per complet.
Cure és àmpliament citat com el millor exemple de tots aquests conceptes en una pel·lícula, però que apareixen també en uns altres: Bright Future combina la primera i la segona en la seva trama sobre un jove reflexiu tractar d'acomodar una medusa a viure en aigua dolça amb resultats inesperats.

## Filmografia
| Pel·lícules | Pel·lícules                     | Pel·lícules                                                 | Pel·lícules                         |
| Any         | Títol                           | Títol original                                              | Gènere                              |
| ----------- | ------------------------------- | ----------------------------------------------------------- | ----------------------------------- |
| 1983        | Kandagawa Wars                  | (神田川 iran 戦争,Kanda-gawa Inran Senso)                   | Comèdia / Drama                     |
| 1989        | Sweet Home                      | (スウィートホーム , Sûîto Homu)                             | Terror / Suspens                    |
| 1995        | Shoot Yourself 1                | The Heist (勝手にしやがれ,Katte ni Shiyagare!)              | Desconegut                          |
| 1997        | Cure (pel·lícula)               | (キュア Kyua)                                               | Drama / Thriller                    |
| 1998        | Serpent's Path (pel·lícula)     | (蛇の道 Hebi no michi)                                      | Drama / Thriller                    |
| 1998        | Eyes of the Spider              | (蜘蛛の瞳 Kumo no hitomi)                                   | Drama / Thriller                    |
| 1999        | License to Live                 | (ニンゲン合格 Ningen gōkaku)                                | Drama / Thriller                    |
| 1999        | Barren Illusions                | (大いなる幻影 Ōinaru genei)                                 | Drama / Thriller                    |
| 2000        | Charisma                        | (カリスマ Karisuma)                                         | Drama                               |
| 2001        | Kairo                           | (回路), TambéPulse                                          | Terror / Suspenso / Thriller        |
| 2001        | Seance                          | (降霊 Kōrei)                                                | Drama / Terror / Suspens / Thriller |
| 2003        | Bright Future                   | (アカルイミライ Akarui mirai)                               | Acción                              |
| 2003        | Doppelganger                    | (ドッペルゲンガー Dopperugengā)                             | Terror / Suspens / Thriller         |
| 2005        | Loft                            | (ロフト Rofuto)                                             | Terror / Suspens / Thriller         |
| 2006        | Retribution                     | (叫 Sakebi)                                                 | Terror / Suspens / Thriller         |
| 2008        | Tokyo Sonata                    | (トウキョウソナタ Tōkyō Sonata)                             | Comèdia / Drama                     |
| 2013        | Real                            | Seventh Code                                                |                                     |
| 2015        | Kishibe no Tabi                 | (岸辺の旅, Kishibe no Tabi))                                | Drama                               |
| 2016        | Creepy                          | (クリーピー 偽りの隣人, Kurīpī: Itsuwari no Rinjin)         |                                     |
| 2017        | Le Secret de la chambre noire   | (ダゲレオタイプの女)                                        |                                     |
| 2017        | Sanpo Suru Shinryakusha         | (散歩する侵略者, Sanpo Suru Shinryakusha)                   | Ciència-ficció                      |
| 2017        | Yochō: Sanpo Suru Shinryakusha  | (予兆 散歩する侵略者, Yochō: Sanpo Suru Shinryakusha)       | Ciència-ficció                      |
| 2019        | Tabi no Owari Sekai no Hajimari | (旅のおわり世界のはじまり, Tabi no Owari Sekai no Hajimari) | Drama                               |
| 2020        | Supai no tsuma                  | (スパイの妻 Supai no tsuma)                                 | Drama / Thriller                    |

## Premis
| Premi                                         | Any  | Categoria                           | Pel·lícula              | Resultat  | Ref           |
| --------------------------------------------- | ---- | ----------------------------------- | ----------------------- | --------- | ------------- |
| 54è Festival Internacional de Cinema de Canes | 2001 | Premi d'Un Certain Regard           | Kairo                   | Nominat   | [ 11 ] [ 12 ] |
| 56è Festival Internacional de Cinema de Canes | 2003 | Secció oficial                      | Bright Future           | Nominat   | [ 11 ] [ 12 ] |
| 61è Festival Internacional de Cinema de Canes | 2008 | Un Certain Regard - Premi del Jurat | Tokyo Sonata            | Guanyador | [ 11 ] [ 12 ] |
| 68è Festival Internacional de Cinema de Canes | 2015 | Un Certain Regard - Millor director | Kishibe no Tabi         | Guanyador | [ 11 ] [ 12 ] |
| 70è Festival Internacional de Cinema de Canes | 2017 | Un Certain Regard                   | Sanpo Suru Shinryakusha | Nominat   | [ 11 ] [ 12 ] |
| 41ns Premis de l'Acadèmia de Cinema Japonesa  | 2018 | Millor director                     | Sanpo Suru Shinryakusha | Guanyador | [ 11 ] [ 13 ] |
| 77a Mostra Internacional de Cinema de Venècia | 2020 | Lleó de plata al millor director    | Supai no tsuma          | Guanyador | [ 14 ]        |